# NGC 1138
NGC 1138 é uma galáxia lenticular (SB0) localizada na direcção da constelação de Perseus. Possui uma declinação de +43° 02' 50" e uma ascensão recta de 2 horas, 56 minutos e 36,3 segundos.
A galáxia NGC 1138 foi descoberta em 24 de Outubro de 1786 por William Herschel.